# SB20
La SB20 è una classe di barche a vela monotipo comunemente utilizzate nelle regate. Distribuita da Sportsboat World questo tipo di barca fu progettato dal portoghese Tony Castro nel 1999 e lanciato nel 2002.
Originariamente questa classe era nota come Laser SB3 ed era distribuita da Laser Performance sotto licenza del progettista, licenza che è però scaduta alla fine del 2012.

## Generalità

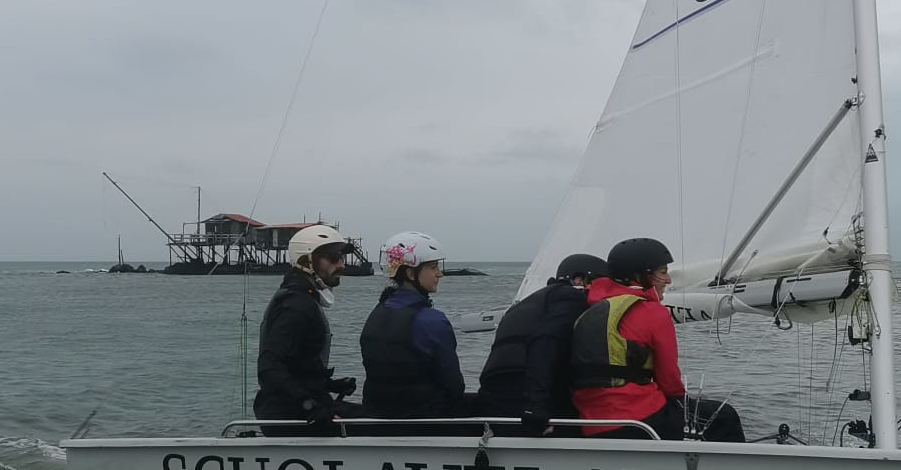
Il particolare della barra laterale in acciaio che impedisce di cinghiare.

Si tratta di una barca a chiglia monotipo progettata per regatare con un equipaggio di 3 o 4 persone al massimo il cui peso totale non superi i 270 kg. Con una lunghezza fuori tutto di 6,15 metri, un alto rapporto peso chiglia/dislocamento e un elevato rapporto zavorra/dislocamento, l'imbarcazione è altamente stabile ma comunque piuttosto veloce grazie a una notevole superficie velica.  Sull'SB20 è presente una piccola barra in acciaio inossidabile su entrambi i bordi dello scafo che impedisce di cinghiare, il che fa sì che gli equipaggi che aspirano a vincere possano essere composti da persone di tutte le corporature ed età e non solo da persone spiccatamente atletiche.

## Diffusione
Dalla sua introduzione avvenuta nel 2002, l'utilizzo di questa classe di barche a vela ha preso sempre più piede, tanto che già nel 2005 la SB20 è diventata la seconda classe monotipo più presente alle regate della settimana di Cowes con 66 imbarcazioni, dietro solo alla classe XOD, riuscendo poi a salire al primo posto nel 2006, con 102 imbarcazioni.
La crescita della diffusione internazionale della SB20 ha permesso a questa classe di richiedere alla Federazione Internazionale della Vela il diritto di istituire un proprio campionato mondiale, che si svolge quindi ogni anno a partire dal 2008, quando ebbe luogo a Dublino. 

## Campionati mondiali
| Anno | Luogo                        | Partecipanti | Imbarcazione vincitrice           | Timoniere                | Equipaggio                                                         |
| ---- | ---------------------------- | ------------ | --------------------------------- | ------------------------ | ------------------------------------------------------------------ |
| 2018 | Hobart, Australia            | 59           | Le Grand Réservoir / Mazet & A    | Achille Nebout (FRA)     | Gabriel Skoczek (FRA) Pauline Mazzocchi (FRA) Bruno Mourniac (FRA) |
| 2017 | Cowes, Regno Unito           | 79           | GBR3752 SportsBoatWorld.com       | Geoff Carveth (GBR)      | Jerry Hill (GBR) Richard Lovering (GBR)                            |
| 2016 | Cascais, Portogallo          | 76           | RUS 3711 - New Territories        | Hugo Rocha (POR)         | Alex Semenov (RUS) Fran Palacio (ESP) Gonçalo Barreto (POR)        |
| 2015 | Nago-Torbole, Italia         | 92           | FRA 3653 - Give Me 5 by FFV Youth | Robin Follin (FRA)       | Marine Boudot (FRA) Emeric Michel (FRA)                            |
| 2014 | San Pietroburgo, Russia      | 48           | ATOMSTROJKOMPLEKS                 | Evgeny Neugodnikov (RUS) | Sergey Musikhin (RUS) Pavel Kuznetsov (RUS)                        |
| 2013 | Hyères, Francia              | 90           | GILL RACE TEAM                    | Craig Burlton (GBR)      | Stephen White (AUS) Adam Heley (GBR)                               |
| 2012 | Isola di Hamilton, Australia | 42           | GBR 3053 WKD                      | Geoff Carveth (GBR)      | Roger Hudson (RSA) Lesley Dhonau (GBR)                             |
| 2011 | Torquay, Regno Unito         | 103          | GBR 3053 Race Team Gill           | Geoff Carveth (GBR)      | Andy Ramus (RSA) Emma Clarke (GBR) Ian Mills (GBR)                 |
| 2010 | Nago-Torbole, Italia         | 110          | GBR 3465 - 3 Sad Old Blokes       | Jerry Hill (GBR)         | Joe Llewellyn (GBR) Grant Rollerson (AUS)                          |
| 2009 | Cascais, Portogallo          | 54           | GBR 3042 - Race Team Gill         | Craig Burlton (GBR)      | Adam Heeley (GBR) Stephen White (AUS)                              |
| 2008 | Dublino, Irlanda             | 137          | GBR 3053 - Team Earls Court       | Geoff Carveth (GBR)      | Roger Gilbert (GBR) Sarah Allan (GBR) Roz Allen (GBR)              |